# Пемполь (кантон)
Пемпо́ль (фр. Paimpol) — кантон во Франции, находится в регионе Бретань, департамент Кот-д’Армор. Расположен на территории двух округов: девять коммун входят в состав округа Генган, одна коммуна — в состав округа Сен-Бриё.

## История
До 2015 года в состав кантона входили коммуны:
| Коммуна     | Население, чел. (1999) | Почтовый индекс | Код INSEE |
| ----------- | ---------------------- | --------------- | --------- |
| Иль-де-Бреа | 421                    | 22870           | 22016     |
| Ивьяс       | 661                    | 22930           | 22390     |
| Керфот      | 590                    | 22500           | 22086     |
| Пемполь     | 7 932                  | 22500           | 22162     |
| Плубаланек  | 3 321                  | 22620           | 22210     |
| Плуриво     | 1 973                  | 22860           | 22233     |
| Плуэзек     | 3 181                  | 22470           | 22214     |

В результате реформы 2015 года состав кантона был изменен; в него вошли три коммуны кантона Плуа.
До 31 декабря 2016 года все коммуны кантона входили в округ Сен-Бриё; с 1 января 2017 года девять коммун перешли в округ Генган.

## Состав кантона с 22 марта 2015 года
В состав кантона входят коммуны (население по данным Национального института статистики Архивная копия от 17 января 2022 на Wayback Machine за 2019 г.):
- Ивьяс (777 чел.)
- Иль-де-Бреа (352 чел.)
- Керфот (658 чел.)
- Ланлеф  (122 чел.)
- Ланлу (210 чел.)
- Пемполь (7 179 чел.)
- Плеэдель (1 325 чел.)
- Плубаланек (3 039 чел.)
- Плуриво (2 263 чел.)
- Плуэзек (3 140 чел.)

## Население
| 1962   | 1968   | 1975   | 1982   | 1990   | 1999   | 2006   | 2012   | 2016   |
| ------ | ------ | ------ | ------ | ------ | ------ | ------ | ------ | ------ |
| 18 889 | 18 397 | 18 501 | 18 444 | 18 353 | 18 079 | 18 172 | 17 769 | 19 166 |

## Политика
На президентских выборах 2022 г. жители кантона отдали в 1-м туре Эмманюэлю Макрону 31,2 % голосов против 21,8 % у Марин Ле Пен и 19,5 % у Жана-Люка Меланшона; во 2-м туре в кантоне победил Макрон, получивший 63,5 % голосов. (2017 год. 1 тур: Эмманюэль Макрон – 25,6 %, Франсуа Фийон – 21,2 %, Жан-Люк Меланшон – 19,6 %, Марин Ле Пен – 16,9 %; 2 тур: Макрон – 71,8 %. 2012 год. 1 тур: Франсуа Олланд — 30,1 %, Николя Саркози — 27,0 %, Марин Ле Пен — 14,8 %; 2 тур: Олланд — 55,3 %).
С 2021 года кантон в Совете департамента Кот-д’Армор представляют мэр коммуны Плуриво Вероник Кадюдаль (Véronique Cadudal) и вице-мэр коммуны Плуэзек Жиль Паньи (Gilles Pagny) (оба — Разные левые).
|                | Кандидаты                   | Партия                   | Первый тур | Первый тур     | Второй тур | Второй тур |
| Кол-во голосов | Кандидаты                   | Партия                   | % голосов  | Кол-во голосов | % голосов  |            |
| -------------- | --------------------------- | ------------------------ | ---------- | -------------- | ---------- | ---------- |
|                | Вероник Кадюдаль Жиль Паньи | Разные левые             | 3 004      | 44,26          | 4 026      | 59,95      |
|                | Соизик Дальмар Янник Ле Бар | Разные правые            | 1 909      | 28,13          | 2 690      | 40,05      |
|                | Надин Гуэзо Жа Ле Пап       | Национальное объединение | 1 145      | 16,87          |            |            |
|                | Лили Баден Пьер-Адриен Фета | Регионалисты             | 729        | 10,74          |            |            |

|                | Кандидаты                        | Партия                        | Первый тур | Первый тур     | Второй тур | Второй тур |
| Кол-во голосов | Кандидаты                        | Партия                        | % голосов  | Кол-во голосов | % голосов  |            |
| -------------- | -------------------------------- | ----------------------------- | ---------- | -------------- | ---------- | ---------- |
|                | Моник Никола Жан-Ив де Шезмартен | Союз демократов и независимых | 2 981      | 33,56          | 4 281      | 50,13      |
|                | Эрик Боторель Мартин Ле Морван   | Левый блок                    | 2 719      | 30,61          | 4 258      | 49,87      |
|                | Пьер Ле Мевель Николь Манги      | Национальный фронт            | 1 751      | 19,71          |            |            |
|                | Жак Манголь Жанна Роллан         | Разные левые                  | 1 432      | 16,12          |            |            |